# Rajur
Rajur là một thị trấn thống kê (census town) của quận Yavatmal thuộc bang Maharashtra, Ấn Độ.

## Địa lý
Rajur có vị trí 19°14′B 73°47′Đ / 19,23°B 73,78°Đ Nó có độ cao trung bình là 741 mét (2431 feet).

## Nhân khẩu
Theo điều tra dân số năm 2001 của Ấn Độ, Rajur có dân số 11.677 người. Phái nam chiếm 52% tổng số dân và phái nữ chiếm 48%. Rajur có tỷ lệ 70% biết đọc biết viết, cao hơn tỷ lệ trung bình toàn quốc là 59,5%: tỷ lệ cho phái nam là 78%, và tỷ lệ cho phái nữ là 62%. Tại Rajur, 13% dân số nhỏ hơn 6 tuổi.